# مسجد سيدي شبل الأسود
جامع سيدى شبل الأسود بمدينة الشهداء بمحافظة المنوفية مصر، بنى المسجد على ضريح يُزعم أنه لمحمد بن الفضل بن العباس بن عبد المطلب رغم أن كتب الأنساب والتاريخ أجمعت على عدم وجود أي ابن ذَكَر للفضل بن العباس الذي لم يولد له إلا أم كلثوم بنت الفضل بن العباس. قال ابن حجر العسقلاني متحدثا عن الفضل بن العباس: «لم يترك ولدًا إِلّا أم كلثوم، تزوَّجها الحسن بن علي رضي الله عنهما، ثم فارقها، فتزوَّجها أبو موسى الأشعريّ.» وقال الحافظ ابن عمر بن عبد البر: «ولد الفضل بن العبّاس أمّ كلثوم ولم يلد غيرها»

## وصفه
المسجد الموجود حاليا قد قامت ببنائه وزارة الأوقاف في القرن العشرين. وهو يشبه في تخطيطه العام المساجد العثمانية إذ أنه يتكون من مربعين أحدهما يشمل صحن الجامع وهو مكشوف، وتحيط به الأروقة من جميع الجهات، أما المربع الثاني فهو عبارة عن إيوان القبلة ويتكون من صفوف من الأعمدة موازية لحائط القبلة مغطاة بسقف مسطح وفي وسطه ثمانية أعمدة تقوم عليها رقبة ثمانية بكل ضلع منها فتحة للإضاءة وهي أشبه بالشخشيخة وفي الضلع الغربي من إيوان القبلة يوجد ضريح سيدى محمد بن شبل الأسود. وتتكون واجهة المسجد من مدخلين رئيسيين أحدهما يؤدى إلى إيوان القبلة والثاني يؤدى إلى صحن الجامع. ويتقدم الواجهة ردهة بطول الواجهة تقريبًا صدرها محجوز بسور مزخرف وينتهى طرفاها بسلمين لارتفاع المسجد عن مستوى الشارع بمقدر سبعة أمتار.
مسجد سيدي شبل هو مسجد قديم يتكون من صحن مكشوف، تحيط به بقايا أروقة مكونة من دعائم مبنية من الحجر. يجاور المسجد من جهته الغربية بضعة أضرحة زالت معظم قبابها، ولم يبق منها غير قبة واحدة تقوم علي غرفة مربعة، وفي كل ركن من أركانها الأربعة مقرنص كبير تقوم فوقه رقبة بها نوافذ صغيرة، تعلوها قبة.

## أهميته
يعتبر المسجد مزار لكثير من رواد الطرق الصوفية في محافظة المنوفية وخارجها، ويعتبر من أهم المعالم والمزارات والأثار الإسلامية في المنوفية. ويقام به مولد سنوي بمناسبة ذكري استشهاد محمد بن الفضل بن العباس في ديسمبر.

## التاريخ
أنشئ مسجد سيدي شبل الشيخ أحمد الأحمدى السيحمى في بداية القرن الحادى عشر الهجرى، وقام بتجديده وبنائه حسن بك أغا شعير، وقامت وزارة الأوقاف بهدمه وإعادة بنائه في عهد الملك فؤاد الأول، حيث عملت على توسيع المسجد سنة 1979.

## الاحتفال
يكون الاحتفال في المسجد في نصف مارس من كل عام، والاحتفال الأكبر بذكرى استشهاد سيدى شبل يكون في النصف الثانى من سبتمبر.